# Lijst van Playboy Playmates
Dit is een lijst van Playmates die sinds 1953 in Playboy verschenen.

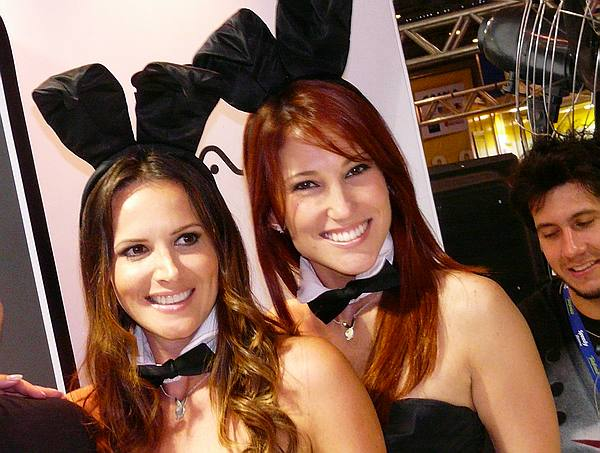
Brazilian playmates

## 1953
- December:  Marilyn Monroe (1 juni 1926 - 5 augustus 1962)

## 1954
- Januari:  Margie Harrison
- Februari:  Marilyn Waltz (5 november 1931 - 23 december 2006)
- Maart:  Doloris Del Monte (geboren 15 maart 1932)
- April:  Marilyn Waltz (5 november 1931 - 23 december 2006)
- Mei:  Joanne Arnold (geboren 1 april 1931)
- Juni:  Margie Harrison
- Juli:  Neva Gilbert
- Augustus:  Arline Hunter (geboren 16 december 1931)
- September:  Jackie Rainbow (6 juni 1933 - 15 juni 1988)
- Oktober:  Madeline Castle (geboren 1 december 1933)
- November:  Gale Rita Morin (geboren 14 juli 1937)
- December:  Terry Ryan (geboren 1 december 1933)

## 1955
- Januari  Bettie Page (22 april 1923 - 11 december 2008)
- Februari  Jayne Mansfield (19 april 1933 - 29 juni 1967)
- Maart: Geen uitgave
- April:  Marilyn Waltz (5 november 1931 - 23 december 2006)
- Mei:  Marguerite Empey (29 juli 1932 - 19 augustus 2008)
- Juni:  Eve Meyer (13 december 1928 - 27 maart 1977)
- Juli:  Janet Pilgrim (geboren 13 juni 1934)
- Augustus:  Pat Lawler (geboren 29 december 1929)
- September:  Anne Fleming
- Oktober:  Jean Moorhead
- November:  Barbera Cameron
- December:  Janet Pilgrim (geboren 13 juni 1934)

## 1956
- Januari:  Lynn Turner (geboren 1 december 1935)
- Februari:  Marguerite Empey (29 juli 1932 - 19 augustus 2008)
- Maart:  Marian Stafford (7 februari 1933 - november 2006)
- April:  Rusty Fisher (geboren 5 april 1935)
- Mei:  Marion Scott
- Juni:  Gloria Walker (geboren 16 juli 1937)
- Juli:  Alice Denham (geboren 21 januari 1933)
- Augustus:  Jonnie Nicely (geboren 25 februari 1936)
- September:  Elsa Sorensen (25 maart 1934 - 18 april 2013)
- Oktober:  Janet Pilgrim (geboren 13 juni 1934)
- November:  Betty Blue (14 augustus 1931 - 23 augustus 2000)
- December:  Lisa Winters

## 1957
- Januari:  June Blair (geboren 20 oktober 1933)
- Februari:  Sally Todd (geboren 7 juni 1934)
- Maart:  Sandra Edwards (geboren 12 maart 1938)
- April:  Gloria Windsor
- Mei:  Dawn Richard (geboren 5 maart 1936)
- Juni:  Carrie Radison (geboren 1 november 1938)
- Juli:  Jean Jani (geboren 31 oktober 1931)
- Augustus:  Dolores Donlon (geboren 19 september 1926)
- September:  Jacquelyn Prescott
- Oktober:  Colleen Farrington (geboren 12 augustus 1936)
- November:  Marlene Callahan (geboren 24 augustus 1937)
- December:  Linda Vargas (geboren 20 april 1939)

## 1958
- Januari:  Elizabeth Ann Roberts (geboren 4 augustus 1941)
- Februari:  Cheryl Kubert
- Maart:  Zahra Norbo (geboren 7 februari 1934)
- April:  Felicia Atkins (geboren 5 april 1937)
- Mei:  Lari Laine (geboren 13 april 1937)
- Juni:  Judy Lee Tomerlin (geboren 20 mei 1940)
- Juli:  Linné Ahlstrand (1 juli 1936 - 18 januari 1967)
- Augustus:  Myrna Weber (geboren 20 april 1938)
- September:  Teri Hope (geboren 14 februari 1930)
- Oktober:  Mara Corday (geboren 3 januari 1930) en Pat Sheehan (7 september 1931 - 14 januari 2006)
- November:  Joan Staley (geboren 20 mei 1940)
- December:  Joyce Nizzari (geboren 20 mei 1940)

## 1959

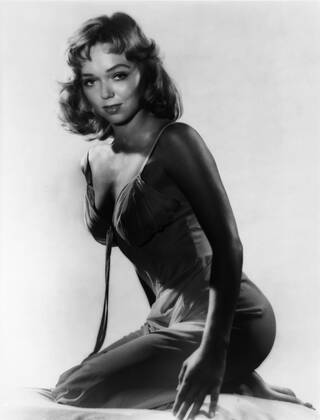
Yvette Vickers publicity photo

- Januari:  Virginia Gordon (geboren 28 oktober 1936)
- Februari:  Eleanor Bradley (geboren 13 december 1938)
- Maart:  Audrey Daston
- April:  Nancy Crawford (geboren 16 april 1941)
- Mei:  Cindy Fuller (geboren 13 mei 1938)
- Juni:  Marilyn Hanold (geboren 9 juni 1938)
- Juli:  Yvette Vickers (26 augustus 1928 - circa 2010)
- Augustus:  Clayre Peters
- September:  Marianne Gaba (geboren 13 november 1939)
- Oktober:  Elaine Reynolds (geboren 7 september 1939)
- November:  Donna Lynn (geboren 21 september 1936)
- December:  Ellen Stratton (geboren 9 juni 1939)

## 1960
- Januari:  Stella Stevens (geboren 1 oktober 1938)
- Februari:  Susie Scott (geboren 22 augustus 1938)
- Maart:  Sally Sarell (geboren 25 juni 1938)
- April:  Linda Gamble (geboren 11 september 1939)
- Mei:  Ginger Young (geboren 11 maart 1939)
- Juni:  Delores Wells (geboren 17 oktober 1937)
- Juli:  Teddi Smith (geboren 21 september 1942)
- Augustus:  Elaine Paul (geboren 11 augustus 1938)
- September:  Ann Davis (geboren 17 juni 1938)
- Oktober:  Kathy Douglas (geboren 23 mei 1942)
- November:  Joni Mattis (28 november 1938 - 4 september 1999)
- December:  Carol Eden (geboren 19 mei 1942)

## 1961
- Januari:  Connie Cooper (geboren 20 september 1941)
- Februari:  Barbara Ann Lawford (geboren 7 oktober 1942)
- Maart:  Tonya Crews (2 februari 1938 - 7 augustus 1966)
- April:  Nancy Nielsen (geboren 14 december 1940)
- Mei:  Susan Kelly (geboren 15 februari 1938)
- Juni:  Heidi Becker (geboren 11 oktober 1940)
- Juli:  Sheralee Conners (geboren 12 december 1941)
- Augustus:  Karen Thompson
- September:  Christa Speck (1 augustus 1942 - 22 maart 2013)
- Oktober:  Jean Cannon (5 oktober 1941 - 17 november 2005)
- November:  Diane Danford (geboren 9 augustus 1938)
- December:  Lynn Karoll (geboren 31 juli 1939)

## 1962
- Januari:  Merle Pertile (23 november 1941 - 28 oktober 1997)
- Februari:  Kari Knudsen (geboren 17 januari 1939)
- Maart:  Pamela Gordon (geboren 10 februari 1943)
- April:  Roberta Lane (geboren 14 maart 1943)
- Mei:  Marya Carter (geboren 12 mei 1942)
- Juni:  Merissa Mathes (geboren 26 januari 1940)
- Juli:  Unne Terjesen (geboren 20 maart 1943)
- Augustus:  Jan Roberts (geboren 9 juni 1939)
- September:  Mickey Winters (geboren 30 september 1940)
- Oktober:  Laura Young (22 mei 1938 - 27 november 1999)
- November:  Avis Kimble (geboren 18 oktober 1944)
- December:  June Cochran (20 februari 1942 - 21 mei 2004)

## 1963
- Januari:  Judi Monterey (geboren 12 januari 1944)
- Februari:  Toni Ann Thomas (geboren 15 april 1944)
- Maart:  Adrienne Moreau (geboren 5 juli 1941)
- April:  Sandra Settani (geboren 18 februari 1938)
- Mei:  Sharon Cintron (geboren 16 januari 1945)
- Juni:  Connie Mason (geboren 24 augustus 1937)
- Juli:  Carrie Enwright (geboren 25 augustus 1943)
- Augustus:  Phyllis Sherwood (30 september 1937 - 16 april 2007)
- September:  Victoria Valentino (geboren 13 december 1942)
- Oktober:  Christine Williams (geboren 7 januari 1945)
- November:  Terre Tucker (9 oktober 1944 - 16 december 1990)
- December:  Donna Michelle (8 december 1945 - 11 april 2004)

## 1964
- Januari:  Sharon Rogers (geboren 19 november 1942)
- Februari:  Nancy Jo Hooper (geboren 17 juli 1943)
- Maart:  Nancy Scott (geboren 2 oktober 1941)
- April:  Ashlyn Martin (geboren 20 maart 1946)
- Mei:  Terri Kimball (geboren 5 oktober 1944)
- Juni:  Lori Winston (geboren 24 augustus 1944)
- Juli:  Melba Ogle (geboren 13 november 1942)
- Augustus:  China Lee (geboren 2 september 1942)
- September:  Astrid Schultz (geboren 12 september 1939)
- Oktober:  Rosemarie Hillcrest (geboren 5 januari 1943)
- November:  Kai Brendlinger (geboren 8 september 1943)
- December:  Jo Collins (geboren 5 augustus 1945)

## 1965
- Januari:  Sally Duberson (geboren 23 oktober 1942)
- Februari:  Jessica St. George (geboren 13 oktober 1946)
- Maart:  Jennifer Jackson (geboren 6 februari 1945)
- April:  Sue Williams (14 november 1945 - 2 september 1969)
- Mei:  Maria McBane (geboren 8 februari 1946)
- Juni:  Hedy Scott (geboren 24 januari 1946)
- Juli:  Gay Collier (geboren 9 oktober 1942)
- Augustus:  Lannie Balcom (17 april 1941 - 25 april 1991)
- September:  Patti Reynolds (geboren 28 mei 1948)
- Oktober:  Allison Parks (geboren 18 oktober 1943)
- November:  Pat Russo (geboren 5 oktober 1941)
- December:  Dinah Willis (geboren 5 augustus 1945)

## 1966
- Januari:  Judy Tyler (24 december 1947 - 18 juni 2013)
- Februari:  Melinda Windsor (geboren 25 juni 1944)
- Maart:  Priscilla Wright (geboren 20 november 1943)
- April:  Karla Conway (geboren 5 juli 1946)
- Mei:  Dolly Read (geboren 13 september 1944)
- Juni:  Kelli Burke (geboren 31 december 1944)
- Juli:  Tish Howard (geboren 4 juli 1946)
- Augustus:  Susan Denberg (geboren 2 augustus 1944)
- September:  Dianne Chandler (geboren 31 december 1946)
- Oktober:  Linda Moon (geboren 24 september 1948)
- November:  Lisa Baker (geboren 19 maart 1944)
- December:  Susan Bernard (geboren 11 februari 1948 - 21 juni 2019)

## 1967
- Januari:  Surrey Marshe (geboren 11 november 1947)
- Februari:  Kim Farber (geboren 7 december 1946)
- Maart:  Fran Gerard (23 maart 1948 - 30 mei 1985)
- April:  Gwen Wong (geboren 12 augustus 1942)
- Mei:  Anne Randall (geboren 23 september 1944)
- Juni:  Joey Gibson (geboren 11 augustus 1945)
- Juli:  Heather Ryan (geboren 18 maart 1947)
- Augustus:  DeDe Lind (geboren 15 april 1947)
- September:  Angela Dorian (geboren 26 september 1944)
- Oktober:  Reagan Wilson (geboren 6 maart 1947)
- November:  Kaya Christian (geboren 4 oktober 1946)
- December:  Lynn Winchell (geboren 4 mei 1947)

## 1968
- Januari:  Connie Kreski (19 september 1946 - 21 maart 1995)
- Februari:  Nancy Harwood (17 december 1948 - mei 2014)
- Maart:  Michelle Hamilton (geboren 20 december 1948)
- April:  Gaye Rennie (geboren 21 september 1949)
- Mei:  Elizabeth Jordan (geboren 11 januari 1945)
- Juni:  Britt Fredriksen (geboren 1 oktober 1945)
- Juli:  Melodye Prentiss (14 december 1944 - 3 maart 2009)
- Augustus:  Gale Olson (geboren 27 oktober 1947)
- September:  Drucilla Hart (geboren 25 november 1948)
- Oktober:  Majken Haugedal (geboren 26 maart 1947)
- November:  Paige Young (16 maart 1944 - 13 juli 1974)
- December:  Cynthia Myers (12 september 1950 - 4 november 2011)

## 1969
- Januari:  Leslie Bianchini (geboren 12 februari 1947)
- Februari:  Lorrie Menconi (geboren 24 februari 1948)
- Maart:  Kathy MacDonald (geboren 7 december 1946)
- April:  Lorna Hopper (geboren 31 augustus 1950)
- Mei:  Sally Sheffield (geboren 17 juni 1941)
- Juni:  Helena Antonaccio (geboren 21 maart 1949)
- Juli:  Nancy McNeil (geboren 13 december 1947)
- Augustus:  Debbie Hooper (geboren 24 januari 1948)
- September:  Shay Knuth (geboren 29 mei 1945)
- Oktober:  Jean Bell (geboren 23 november 1944)
- November:  Claudia Jennings (20 december 1949 - 3 oktober 1979)
- December:  Gloria Root (28 mei 1948 -  8 januari 2006)

## 1970
- Januari  Jill Taylor (geboren 14 oktober 1951)
- Februari  Linda Forsythe (geboren 14 mei 1950)
- Maart:  Chris Koren (geboren 8 augustus 1947)
- April:  Barbara Hillary (geboren 18 februari 1949)
- Mei:  Jennifer Liano (geboren 24 februari 1948)
- Juni:  Elaine Morton (geboren 17 augustus 1949)
- Juli:  Carol Willis (17 mei 1949 - 6 november 1971)
- Augustus:  Sharon Clark (geboren 15 oktober 1943)
- September:  Debbie Ellison (geboren 17 juni 1949)
- Oktober:  Mary en Madeleine Collison (geboren 22 juli 1952)
- November:  Avis Miller (geboren 4 november 1945)
- December:  Carol Imhof (geboren 13 maart 1948)

## 1971
- Januari  Liv Lindeland (geboren 7 december 1945)
- Februari  Willy Rey (25 augustus 1949 - 13 augustus 1973)
- Maart:  Cynthia Hall (geboren 1 april 1951)
- April:  Chris Cranston (geboren 14 september 1946)
- Mei:  Janice Pennington (geboren 8 juli 1942)
- Juni:  Lieko English (geboren 3 juni 1947)
- Juli:  Heather van Every (geboren 9 september 1951)
- Augustus:  Cathy Rowland (geboren 11 maart 1950)
- September:  Crystal Smith (geboren 2 augustus 1951)
- Oktober:  Claire Rambeau (geboren 8 mei 1951)
- November:  Danielle de Vabre (geboren 19 november 1949)
- December:  Karen Christy (geboren 11 maart 1951)

## 1972
- Januari  Marilyn Cole (geboren 7 mei 1949)
- Februari  P.J. Lansing (geboren 13 oktober 1949)
- Maart:  Ellen Michaels (geboren 12 februari 1953)
- April:  Vicki Peters (geboren 9 september 1950)
- Mei:  Deanna Baker (geboren 29 december 1949)
- Juni:  Debbie Davis (geboren 9 september 1951)
- Juli:  Carol O'Neal (geboren 18 augustus 1948)
- Augustus:  Linda Summers (geboren 20 november 1950)
- September:  Susan Miller (geboren 22 maart 1947)
- Oktober:  Sharon Johansen (geboren 11 oktober 1948)
- November:  Lena Söderberg (geboren 31 maart 1951)
- December:  Mercy Rooney (geboren 21 juni 1950)

## 1973
- Januari  Miki Garcia (geboren 17 februari 1947)
- Februari  Cynthia Wood (geboren 25 september 1950)
- Maart:  Bonnie Large (geboren 9 september 1952)
- April:  Julie Woodson (geboren 11 juli 1950)
- Mei:  Anulka Dziubinska (geboren 14 december 1950)
- Juni:  Ruthy Ross (geboren 22 maart 1948)
- Juli:  Martha Smith (geboren 16 oktober 1952)
- Augustus:  Phyllis Coleman (geboren 31 augustus 1949)
- September:  Geri Glass (geboren 20 juni 1949)
- Oktober:  Valerie Lane (geboren 4 augustus 1949)
- November:  Monica Tidwell (geboren 14 januari 1954)
- December:  Christine Maddox (geboren 24 maart 1950)

## 1974
- Januari  Nancy Cameron (geboren 15 maart 1954)
- Februari  Francine Parks (geboren 30 januari 1951)
- Maart:  Pamela Zinszer (geboren 6 september 1945)
- April:  Marlene Morrow (geboren 15 maart 1954)
- Mei:  Marilyn Lange (geboren 12 januari 1952)
- Juni:  Sandy Johnson (geboren 7 juli 1954)
- Juli:  Carol Vitale (14 november 1946 - 23 juli 2008)
- Augustus:  Jeane Manson (geboren 1 oktober 1950)
- September:  Kristine Hanson (geboren 23 september 1951)
- Oktober:  Ester Cordet (geboren 31 december 1946)
- November:  Bebe Buell (geboren 14 juli 1953)
- December:  Janice Raymond (geboren 25 maart 1951)

## 1975
- Januari  Lynnda Kimball (geboren 1 mei 1952)
- Februari  Laura Misch (geboren 23 november 1953)
- Maart:  Ingeborg Sørensen (geboren 16 mei 1948)
- April:  Victoria Cunningham (geboren 28 mei 1952)
- Mei:  Bridgett Rollins (9 juli 1956 - 12 februari 2011)
- Juni:  Azizi Johari (geboren 24 augustus 1948)
- Juli:  Lynn Schiller (geboren 5 maart 1951)
- Augustus:  Lillian Müller (geboren 19 augustus 1952)
- September:  Mesina Miller (geboren 7 juli 1953)
- Oktober:  Jill De Vries (geboren 20 juni 1953)
- November:  Janet Lupo (geboren 26 januari 1950)
- December:  Nancie Li Brandi (geboren 30 augustus 1954)

## 1976
- Januari  Daina House (geboren 30 december 1954)
- Februari  Laura Lyons (geboren 22 oktober 1954)
- Maart:  Ann Pennington (geboren 3 juni 1950)
- April:  Denise Michele (geboren 12 juni 1953)
- Mei:  Patricia McClain (geboren 3 mei 1954)
- Juni:  Debra Peterson (geboren 13 april 1955)
- Juli:  Deborah Borkman (geboren 8 januari 1957)
- Augustus:  Linda Beatty (geboren 16 september 1952)
- September:  Whitney Kaine (geboren 20 september 1956)
- Oktober:  Hope Olson (geboren 4 april 1956)
- November:  Patty McGuire (geboren 5 september 1951)
- December:  Karen Hafter (geboren 27 december 1954)

## 1977
- Januari  Susan Kiger (geboren 16 november 1953)
- Februari  Star Stowe (19 maart 1956 - 16 maart 1997)
- Maart:  Nicki Thomas (22 maart 1954 - 2 september 2009)
- April:  Lisa Sohm (geboren 21 maart 1955)
- Mei:  Sheila Mullen (geboren 7 november 1957)
- Juni:  Virve Reid (geboren 24 november 1956)
- Juli:  Sondra Theodore (geboren 12 december 1956)
- Augustus:  Julia Lyndon (geboren 3 juli 1955)
- September:  Debra Jo Fondren (geboren 5 februari 1955)
- Oktober:  Kristine Winder (15 oktober 1955 - 2011)
- November:  Rita Lee (geboren 15 juni 1953)
- December:  Ashley Cox (geboren 15 november 1956)

## 1978
- Januari  Debra Jensen (geboren 12 maart 1958)
- Februari  Janis Schmitt (geboren 14 maart 1947)
- Maart:  Christina Smith (geboren 4 oktober 1957)
- April:  Pamela Bryant (8 februari 1959 - 4 december 2010)
- Mei:  Kathryn Morrison (geboren 2 oktober 1955)
- Juni:  Gail Stanton (19 november 1954 - 21 november 1996)
- Juli:  Karen Morton (geboren 3 oktober 1958)
- Augustus:  Vicki Witt (geboren 13 april 1959)
- September:  Rosanne Katon (geboren 5 februari 1954)
- Oktober:  Marcy Hanson (geboren 22 december 1952)
- November:  Monique St. Pierre (geboren 25 november 1953)
- December:  Janet Quist (geboren 17 augustus 1955)

## 1979
- Januari  Candy Loving (geboren 4 september 1956)
- Februari  Lee Ann Michelle (geboren 17 maart 1960)
- Maart:  Denise McConnell (geboren 23 december 1958)
- April:  Missy Cleveland (25 december 1959 - 14 augustus 2001)
- Mei:  Michele Drake (geboren 7 juli 1958)
- Juni:  Louann Fernald (geboren 23 oktober 1957)
- Juli:  Dorothy Mays (geboren 24 juli 1957)
- Augustus:  Dorothy Stratten (28 februari 1960 - 14 augustus 1980)
- September:  Vicky McCarty (geboren 13 januari 1954)
- Oktober:  Ursula Buchfellner (geboren 8 juni 1961)
- November:  Sylvie Garant (geboren 23 september 1957)
- December:  Candace Collins (geboren 26 mei 1957)

## 1980
- Januari  Gig Gangel (geboren 17 oktober 1958)
- Februari  Sandra Cagle (geboren 2 februari 1957)
- Maart:  Henriette Allais (geboren 22 juli 1954)
- April:  Liz Glazowski (geboren 19 december 1957)
- Mei:  Martha Thomsen (geboren 25 januari 1957)
- Juni:  Ola Ray (geboren 26 augustus 1960)
- Juli:  Teri Peterson (geboren 6 november 1959)
- Augustus:  Victoria Cooke (geboren 31 juli 1957)
- September:  Lisa Welch (geboren 11 november 1960)
- Oktober:  Mardi Jacquet (geboren 2 november 1960)
- November:  Jeana Tomasino (geboren 18 september 1955)
- December:  Terri Welles (geboren 21 november 1956)

## 1981
- Januari  Karen Price (geboren 17 juli 1960)
- Februari  Vicki Lasseter (geboren 19 februari 1960)
- Maart:  Kymberly Herrin (geboren 2 oktober 1957)
- April:  Lorraine Michaels (geboren 23 januari 1958)
- Mei:  Gina Goldberg (geboren 30 juni 1963)
- Juni:  Cathy Larmouth (15 juli 1953 - 4 januari 2007)
- Juli:  Heidi Sorenson
- Augustus:  Debbie Boostrom (23 juni 1955 - 29 juli 2008)
- September:  Susan Smith (geboren 14 januari 1959)
- Oktober:  Kelly Tough (geboren 16 december 1961)
- November:  Shannon Tweed (geboren 10 maart 1957)
- December:  Patricia Farinelli (geboren 18 maart 1960)

## 1982
- Januari  Kimberly McArthur (geboren 16 september 1962)
- Februari  Anne Marie Fox (geboren 28 september 1962)
- Maart:  Karen Witter (geboren 13 december 1961)
- April:  Linda Rhys Vaughn (geboren 11 augustus 1959)
- Mei:  Kym Malin (geboren 31 juli 1962)
- Juni:  Lourdes Estores (geboren 11 januari 1958)
- Juli:  Lynda Wiesmeier (30 mei 1963 - 16 december 2012)
- Augustus:  Cathy St. George (geboren 23 augustus 1954)
- September:  Connie Brighton (geboren 14 mei 1959)
- Oktober:  Marianne Gravatte (geboren 13 december 1959)
- November:  Marlene Janssen (geboren 2 september 1958)
- December:  Charlotte Kemp (geboren 27 januari 1961)

## 1983
- Januari  Lonny Chin (geboren 12 augustus 1960)
- Februari  Melinda Mays (geboren 23 februari 1962)
- Maart:  Alana Soares (geboren 21 februari 1964)
- April:  Christina Ferguson (geboren 18 maart 1964)
- Mei:  Susie Scott Krabacher (geboren 2 november 1963)
- Juni:  Jolanda Egger (geboren 8 januari 1960)
- Juli:  Ruth Guerri (geboren 12 februari 1958)
- Augustus:  Carina Persson (geboren 14 juni 1958)
- September:  Barbara Edwards (geboren 26 juni 1960)
- Oktober:  Tracy Vaccaro (geboren 4 mei 1962)
- November:  Veronica Gamba (geboren 28 oktober 1963)
- December:  Terry Nihen (geboren 17 september 1960)

## 1984
- Januari  Penny Baker (geboren 5 oktober 1965)
- Februari  Justine Greiner (geboren 19 november 1963)
- Maart:  Dona Speir (geboren 7 februari 1964)
- April:  Lesa Ann Pedriana (geboren 24 november 1962)
- Mei:  Patty Duffek (geboren 27 augustus 1963)
- Juni:  Tricia Lange (geboren 24 april 1957)
- Juli:  Liz Stewart (geboren 3 juli 1961)
- Augustus:  Suzie Schott (geboren 19 juli 1961)
- September:  Kimberley Evenson (geboren 3 november 1962)
- Oktober:  Debi Nicolle Johnson (geboren 13 maart 1958)
- November:  Roberta Vazquez (geboren 13 februari 1963)
- December:  Karen Velez (geboren 27 januari 1961)

## 1985
- Januari  Joan Bennett (geboren 30 augustus 1964)
- Februari  Cherie Witter (geboren 22 oktober 1963)
- Maart:  Donna Smith (geboren 15 maart 1960)
- April:  Cindy Brooks (geboren 5 november 1951)
- Mei:  Kathy Shower (geboren 8 maart 1953)
- Juni:  Devin DeVazquez (geboren 25 juni 1963)
- Juli:  Hope Marie Carlton (geboren 3 maart 1966)
- Augustus:  Cher Butler (geboren 6 maart 1964)
- September:  Venice Kong (geboren 17 december 1961)
- Oktober:  Cynthia Brimhall (geboren 10 maart 1964)
- November:  Pamela Saunders (geboren 9 juli 1963)
- December:  Carol Ficatier (geboren 20 februari 1958)

## 1986
- Januari  Sherry Arnett (geboren 2 oktober 1964)
- Februari  Julie McCullough (geboren 30 januari 1965)
- Maart:  Kim Morris (geboren 7 oktober 1958)
- April:  Teri Weigel (geboren 24 februari 1962)
- Mei:  Christine Richters (geboren 3 augustus 1966)
- Juni:  Rebecca Ferratti (geboren 27 november 1964)
- Juli:  Lynne Austin (geboren 15 april 1961)
- Augustus:  Ava Fabian (geboren 4 april 1962)
- September:  Rebekka Armstrong (geboren 20 februari 1967)
- Oktober:  Katherine Hushaw (geboren 23 oktober 1963)
- November:  Donna Edmondson (geboren 1 februari 1966)
- December:  Laurie Ann Carr (geboren 11 december 1965)

## 1987
- Januari  Luann Lee (geboren 28 januari 1961)
- Februari  Julie Peterson (geboren 29 september 1964)
- Maart:  Marina Baker (geboren 8 december 1967)
- April:  Anna Clark (geboren 19 oktober 1966)
- Mei:  Kymberly Paige (geboren 1 januari 1966)
- Juni:  Sandy Greenberg (geboren 22 juli 1958)
- Juli:  Carmen Berg (geboren 17 augustus 1963)
- Augustus:  Sharry Konopski (geboren 2 december 1967)
- September:  Gwen Hajek (geboren 18 november 1966)
- Oktober:  Brandi Brandt (geboren 2 november 1968)
- November:  Pam Stein (geboren 13 augustus 1963)
- December:  India Allen (geboren 1 juni 1965)

## 1988

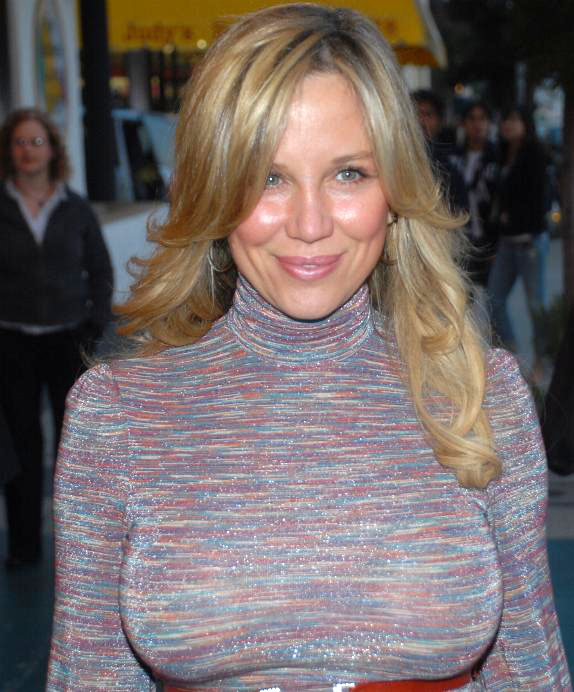
Kari Whitman adjusted

- Januari  Kimberley Conrad (geboren 6 augustus 1962)
- Februari  Kari Kennell (geboren 21 juni 1964)
- Maart:  Susie Owens (geboren 28 mei 1956)
- April:  Eloise Broady (geboren 13 mei 1957)
- Mei:  Diana Lee (geboren 11 mei 1961)
- Juni:  Emily Arth (geboren 18 oktober 1960)
- Juli:  Terri Lynn Doss (geboren 4 september 1965)
- Augustus:  Helle Michaelsen (geboren 2 november 1968)
- September:  Laura Richmond (geboren 23 augustus 1966)
- Oktober:  Shannon Long (geboren 11 februari 1969)
- November:  Pia Reyes (geboren 3 juli 1964)
- December:  Katariina Souri (geboren 27 oktober 1968)

## 1989
- Januari  Fawna MacLaren (geboren 18 december 1965)
- Februari  Simone Eden (geboren 14 juni 1970)
- Maart:  Laurie Jo Wood (geboren 23 juni 1967)
- April:  Jennifer Lyn Jackson (21 maart 1969 - 22 januari 2010)
- Mei:  Monique Noel (geboren 28 april 1967)
- Juni:  Tawnni Cable (geboren 1 mei 1967)
- Juli:  Erika Eleniak (geboren 29 september 1969)
- Augustus:  Gianna Amore (geboren 5 april 1968)
- September:  Karin van Breeschoten en Mirjam van Breeschoten (geboren 15 november 1970)
- Oktober:  Karen Foster (geboren 21 april 1965)
- November:  Renée Tenison (geboren 2 december 1968)
- December:  Petra Verkaik (geboren 4 november 1966)

## 1990
- Januari  Peggy McIntaggart (geboren 6 september 1961)
- Februari  Pamela Anderson (geboren 1 juli 1967)
- Maart:  Deborah Driggs (geboren 13 december 1963)
- April:  Lisa Matthews (geboren 24 september 1969)
- Mei:  Tina Bockrath (geboren 30 juni 1967)
- Juni:  Bonnie Marino (geboren 20 december 1961)
- Juli:  Jacqueline Sheen (geboren 3 maart 1963)
- Augustus:  Melissa Evridge (geboren 2 november 1968)
- September:  Kerri Kendall (geboren 25 september 1970)
- Oktober:  Alison Armitage (geboren 26 februari 1965)
- November:  Lorraine Olivia (geboren 20 februari 1968)
- December:  Morgan Fox (geboren 28 mei 1970)

## 1991
- Januari  Stacy Arthur (geboren 4 juni 1968)
- Februari  Cristy Thom (geboren 8 september 1971)
- Maart:  Julie Clarke (geboren 11 augustus 1971)
- April:  Christina Leardini (geboren 22 januari 1969)
- Mei:  Carrie Yazel (geboren 30 november 1969)
- Juni:  Saskia Linssen (geboren 16 februari 1970)
- Juli:  Wendy Kaye (geboren 5 mei 1972)
- Augustus:  Corinna Harney (geboren 20 februari 1972)
- September:  Samantha Dorman (geboren 21 maart 1968)
- Oktober:  Cheryl Bachman (geboren 18 november 1969)
- November:  Tonja Christensen (geboren 3 september 1971)
- December:  Wendy Hamilton (geboren 20 december 1967)

## 1992

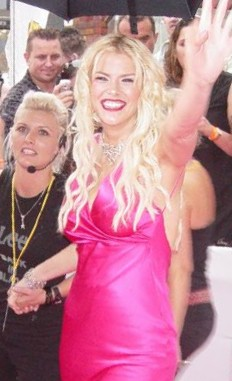
Anna Nicole Smith crop

- Januari  Suzi Simpson (geboren 16 november 1968)
- Februari  Tanya Beyer (geboren 4 juni 1971)
- Maart:  Tylyn John (geboren 31 juli 1966)
- April:  Cady Cantrell (geboren 12 september 1972)
- Mei:  Anna Nicole Smith (28 november 1967 - 8 februari 2007)
- Juni:  Angela Melini (geboren 25 juli 1969)
- Juli:  Amanda Hope (geboren 23 augustus 1969)
- Augustus:  Ashley Allen (geboren 7 februari 1968)
- September:  Morena Corwin (geboren 24 oktober 1969)
- Oktober:  Tiffany Sloan (29 mei 1973 - 1 november 2008)
- November:  Stephanie Adams (geboren 24 juli 1970)
- December:  Barbara Moore (geboren 21 augustus 1968)

## 1993
- Januari  Echo Johnson (geboren 11 januari 1974)
- Februari  Jennifer LeRoy (geboren 7 januari 1974)
- Maart:  Kimberley Donley (geboren 15 december 1965)
- April:  Nicole Wood (geboren 4 februari 1970)
- Mei:  Elke Jeinsen (geboren 25 juli 1966)
- Juni:  Alesha Oreskovich (geboren 21 mei 1972)
- Juli:  Leisa Sheridan (geboren 28 mei 1964)
- Augustus:  Jennifer Lavoie (geboren 25 februari 1971)
- September:  Carrie Westcott (geboren 12 december 1969)
- Oktober:  Jenny McCarthy (geboren 1 november 1972)
- November:  Julianna Young (geboren 19 september 1960)
- December:  Arlene Baxter (geboren 27 november 1962)

## 1994

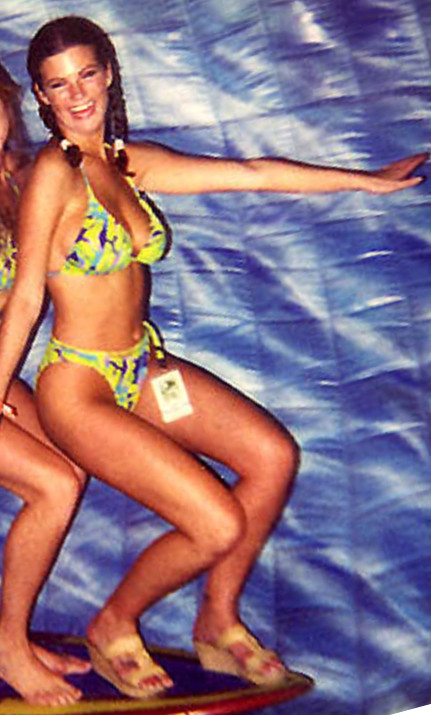
Becky DelosSantos

- Januari  Anne-Marie Goddard (geboren 13 januari 1970)
- Februari  Julie Lynn Cialini (geboren 14 november 1970)
- Maart:  Neriah Davis (geboren 12 oktober 1972)
- April:  Becky Delos Santos (geboren 16 augustus 1969)
- Mei:  Shae Marks (geboren 1 juni 1972)
- Juni:  Elan Carter (geboren 3 juli 1969)
- Juli:  Traci Adell (geboren 17 februari 1969)
- Augustus:  Maria Checa (geboren 29 juli 1970)
- September:  Kelly Wearstler (geboren 21 november 1967)
- Oktober:  Victoria Zdrok (geboren 3 maart 1973)
- November:  Donna Perry (geboren 2 maart 1971)
- December:  Elisa Bridges (24 mei 1973 - 7 februari 2002)

## 1995
- Januari  Melissa Deanne Holliday (geboren 30 oktober 1969)
- Februari  Lisa Marie Scott (geboren 1 februari 1974)
- Maart:  Stacy Sanches (geboren 4 september 1973)
- April:  Danelle Folta (geboren 19 april 1969)
- Mei:  Cynthia Gwyn Brown (geboren 25 november 1974)
- Juni:  Rhonda Adams (geboren 27 november 1971)
- Juli:  Heidi Mark (geboren 18 februari 1971)
- Augustus:  Rachel Jean Marteen (geboren 31 januari 1970)
- September:  Donna D'Errico (geboren 30 maart 1968)
- Oktober:  Alicia Rickter (geboren 21 september 1972)
- November:  Holly Witt (geboren 10 december 1968)
- December:  Samantha Torres (geboren 6 oktober 1973)

## 1996
- Januari  Victoria Fuller (geboren 11 december 1970)
- Februari  Kona Carmack (geboren 1 oktober 1976)
- Maart:  Priscilla Taylor (geboren 15 augustus 1976)
- April:  Gillian Bonner (geboren 3 februari 1966)
- Mei:  Shauna Sand (geboren 2 september 1971)
- Juni:  Karin Taylor (geboren 28 november 1971)
- Juli:  Angel Boris (geboren 2 augustus 1974)
- Augustus:  Jessica Lee (geboren 8 februari 1975)
- September:  Jennifer Allan (geboren 14 mei 1974)
- Oktober:  Nadine Chanz (geboren 17 april 1972)
- November:  Ulrika Ericsonn (geboren 10 september 1970)
- December:  Victoria Silvstedt (geboren 19 september 1974)

## 1997
- Januari  Jami Ferrell (geboren 20 juni 1974)
- Februari  Kimber West (geboren 23 mei 1974)
- Maart:  Jennifer Miriam (geboren 2 mei 1972)
- April:  Kelly Monaco (geboren 23 mei 1976)
- Mei:  Linn Thomas (geboren 21 januari 1976)
- Juni:  Carrie Stevens (geboren 1 mei 1969)
- Juli:  Daphnée Lynn Duplaix (geboren 18 augustus 1976)
- Augustus:  Kalin Olson (geboren 29 december 1975)
- September:  Nikki Ziering (geboren 9 augustus 1971)
- Oktober:  Layla Roberts (geboren 22 oktober 1974)
- November:  Inga Drozdova (geboren 14 december 1975)
- December:  Karen McDougal (geboren 23 maart 1971)

## 1998
- Januari  Heather Kozar (geboren 4 mei 1976)
- Februari  Julia Schultz (geboren 15 mei 1979)
- Maart:  Marliece Andrada (geboren 22 augustus 1972)
- April:  Holly Joan Hart (geboren 10 november 1976)
- Mei:  Deanna Brooks (geboren 30 april 1974)
- Juni:  Maria Luisa Gil (geboren 16 december 1977)
- Juli:  Lisa Dergan (geboren 10 augustus 1970)
- Augustus:  Angela Little (geboren 22 juli 1972)
- September:  Vanessa Gleason (geboren 31 augustus 1979)
- Oktober:  Laura Cover (geboren 6 mei 1977)
- November:  Tiffany Taylor (geboren 17 juli 1977)
- December:  Nicole Dahm, Erica Dahm en Jaclyn Dahm (geboren 12 december 1977)

## 1999
- Januari  Jaime Bergman (geboren 23 september 1975)
- Februari  Stacy Fuson (geboren 30 augustus 1978)
- Maart:  Lexie Karlsen (geboren 26 oktober 1978)
- April:  Natalia Sokolova (geboren 15 oktober 1976)
- Mei:  Tishara Lee Cousino (geboren 16 juni 1978)
- Juni:  Kimberley Spicer (geboren 17 januari 1980)
- Juli:  Jennifer Rovero (geboren 12 december 1978)
- Augustus:  Rebecca Scott (geboren 27 december 1972)
- September:  Krisi Cline (geboren 4 mei 1980)
- Oktober:  Jodi Ann Paterson (geboren 31 juli 1975)
- November:  Cara Wakelin (geboren 8 februari 1977)
- December:  Brooke Richards (geboren 17 oktober 1976)

## 2000
- Januari  Carol Bernaola en Darlene Bernaola (geboren 27 augustus 1976)
- Februari  Suzanne Stokes (geboren 9 juli 1979)
- Maart:  Nicole Lenz (geboren 24 januari 1980)
- April:  Brande Roderick (geboren 13 juni 1974)
- Mei:  Brooke Berry (geboren 7 maart 1980)
- Juni:  Shannon Stewart (geboren 25 mei 1978)
- Juli:  Neferteri Shepherd (geboren 8 september 1980)
- Augustus:  Summer Altice (geboren 23 december 1979)
- September:  Kerissa Fare (geboren 31 december 1976)
- Oktober:  Nichole Van Croft (geboren 5 november 1973)
- November:  Buffy Tyler (geboren 18 april 1978)
- December:  Cara Michelle (geboren 1 februari 1978)

## 2001

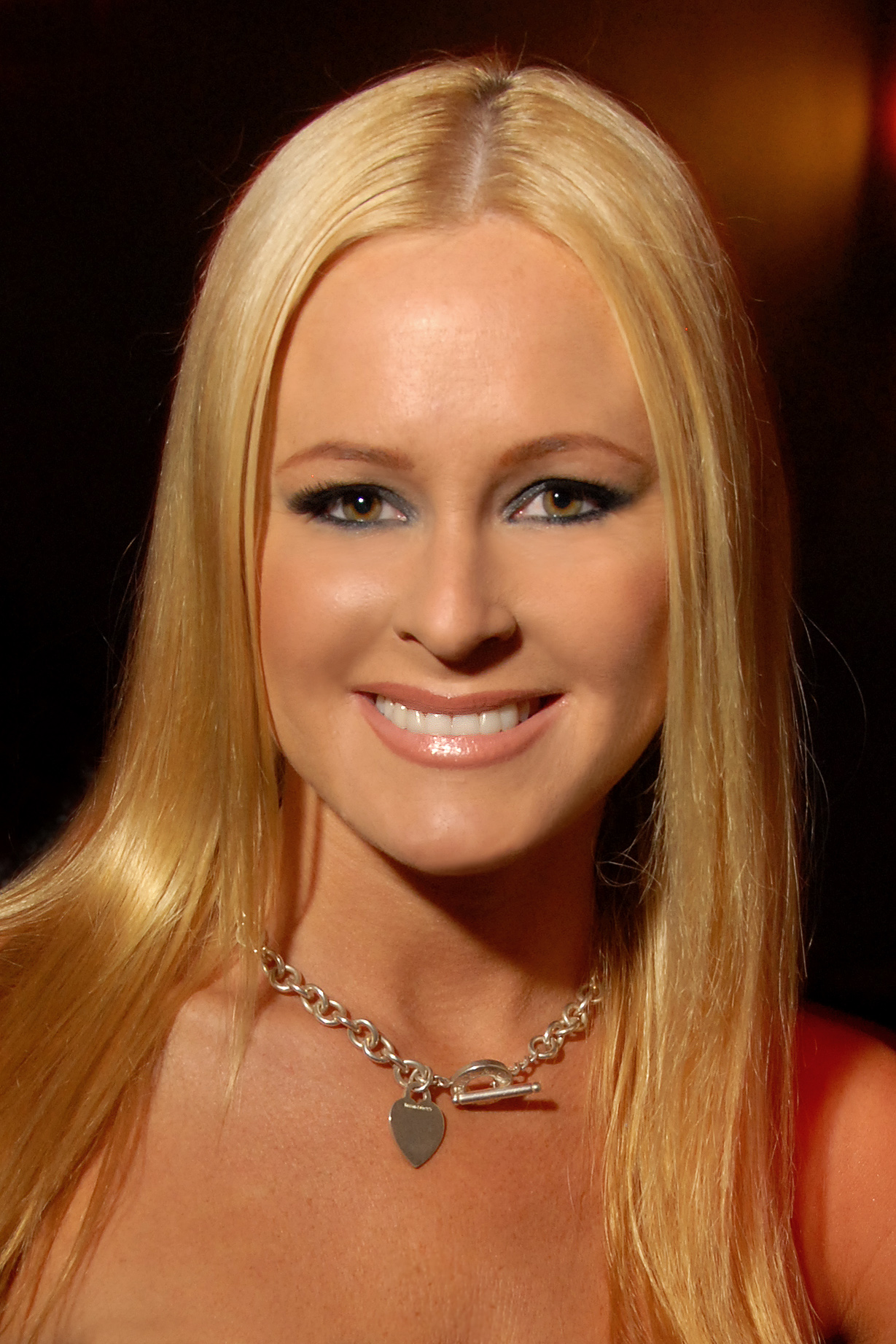
Katie Lohmann 2009

- Januari  Irina Voronina (geboren 19 december 1977)
- Februari  Lauren Michelle Hill (geboren 27 juni 1979)
- Maart:  Miriam Gonzalez (geboren 8 juli 1977)
- April:  Katie Lohmann (geboren 29 januari 1980)
- Mei:  Crista Nicole (geboren 24 juli 1978)
- Juni:  Heather Spytek (geboren 17 december 1977)
- Juli:  Kimberley Stanfield (geboren 18 november 1981)
- Augustus:  Jennifer Walcott (geboren 8 mei 1977)
- September:  Dalene Kurtis (geboren 12 november 1977)
- Oktober:  Stephanie Heinrich (geboren 13 november 1979)
- November:  Lindsey Vuolo (geboren 19 oktober 1981)
- December:  Shanna Moakler (geboren 28 maart 1975)

## 2002
- Januari  Nicole Narain (geboren 28 juli 1974)
- Februari  Anka Romensky (geboren 16 september 1980)
- Maart:  Tina Marie Jordan (geboren 21 augustus 1972)
- April:  Heather Carolin (geboren 15 augustus 1982)
- Mei:  Christi Shake (geboren 22 augustus 1980)
- Juni:  Michele Rogers (geboren 14 mei 1976)
- Juli:  Lauren Anderson (geboren 6 juni 1980)
- Augustus:  Christina Santiago (geboren 15 oktober 1981)
- September:  Shallan Meiers (geboren 30 september 1981)
- Oktober:  Teri Harrison (geboren 16 februari 1981)
- November:  Serria Tawan (geboren 4 september 1978)
- December:  Lani Todd (geboren 4 juni 1981)

## 2003
- Januari  Rebecca Anne Ramos (geboren 26 augustus 1967)
- Februari  Charis Boyle (geboren 31 augustus 1976)
- Maart:  Penelope Jimenez (geboren 26 juli 1978)
- April:  Carmella DeCesare (geboren 1 juli 1982)
- Mei:  Laurie Fetter (geboren 9 januari 1982)
- Juni:  Tailor James (geboren 21 juli 1980)
- Juli:  Marketa Janska (geboren 24 mei 1981)
- Augustus:  Colleen Marie (geboren 28 augustus 1977)
- September:  Luci Victoria (geboren 2 februari 1982)
- Oktober:  Audra Lynn (geboren 31 januari 1980)
- November:  Divini Rae (geboren 31 juli 1977)
- December:  Deisy Teles en Sarah Teles (geboren 16 mei 1983)

## 2004
- Januari  Colleen Shannon (geboren 14 april 1978)
- Februari  Aliya Wolf (geboren 17 januari 1975)
- Maart:  Sandra Hubby (geboren 23 november 1978)
- April:  Krista Kelly (geboren 18 juni 1977)
- Mei:  Nicole Whitehead (geboren 5 november 1980)
- Juni:  Hiromi Oshima (geboren 6 januari 1980)
- Juli:  Stephanie Glasson (geboren 1 december 1975)
- Juli:  Pilar Lastra (geboren 15 januari 1981)
- September:  Scarlett Keegan (geboren 18 mei 1984)
- Oktober:  Kimberly Holland (geboren 1 augustus 1982)
- November:  Cara Zavaleta (geboren 15 juni 1980)
- December:  Tiffany Fallon (geboren 1 mei 1974)

## 2005

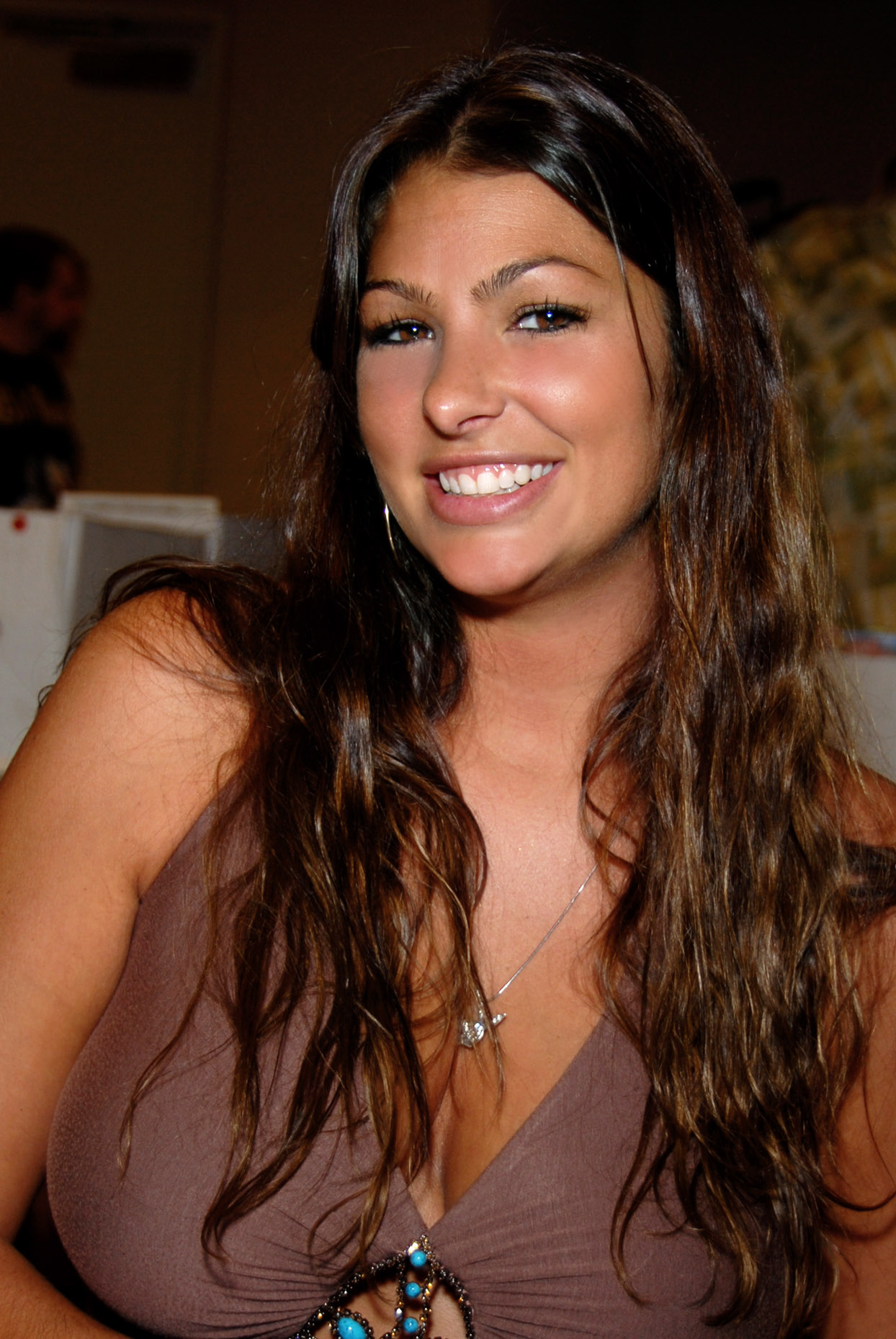
Amber Campisi 2007

- Januari  Destiny Davis (geboren 24 augustus 1985)
- Februari  Amber Campisi (geboren 21 juni 1981)
- Maart:  Jillian Grace (geboren 20 december 1985)
- April:  Courtney Rachel Culkin (geboren 23 februari 1983)
- Mei:  Jamie Westenhiser (geboren 2 november 1981)
- Juni:  Kara Monaco (geboren 26 februari 1983)
- Juli:  Quina Chase (geboren 12 februari 1981)
- Augustus:  Tamara Witmer (geboren 21 maart 1984)
- September:  Vanessa Hoelsher (geboren 19 januari 1982)
- Oktober:  Amanda Paige (geboren 28 oktober 1984)
- November:  Raquel Gibson (geboren 14 juni 1985)
- December:  Christine Smith (geboren 6 april 1979)

## 2006
- Januari  Athena Lundberg (geboren 12 april 1986)
- Februari  Cassandra Lynn (15 augustus 1979 - 15 januari 2014)
- Maart:  Monica Leigh (geboren 19 december 1981)
- April:  Holley Ann Dorough (geboren 12 augustus 1986)
- Mei:  Alison Waite (geboren 10 november 1981)
- Juni:  Stephanie Larimore (geboren 21 april 1981)
- Juli:  Sara Jean Underwood (geboren 26 maart 1984)
- Augustus:  Nicole Voss (geboren 19 september 1982)
- September:  Janine Habeck (geboren 3 juni 1983)
- Oktober:  Jordan Monroe (geboren 14 april 1986)
- November:  Sarah Elizabeth (geboren 9 augustus 1983)
- December:  Kia Drayton (geboren 11 april 1983)

## 2007
- Januari  Jayde Nicole (geboren 19 februari 1986)
- Februari  Heather Rene Smith (geboren 8 januari 1987)
- Maart:  Tyran Richard (geboren 1 oktober 1982)
- April:  Giuliana Marino (geboren 13 mei 1986)
- Mei:  Shannon James (geboren 5 februari 1987)
- Juni:  Brittany Binger (geboren 24 maart 1987)
- Juli:  Tiffany Selby (geboren 14 november 1981)
- Augustus:  Tamara Sky (geboren 20 februari 1985)
- September:  Patricia Hollis (geboren 1 september 1981)
- Oktober:  Spencer Scott (geboren 4 april 1989)
- November:  Lindsay Wagner (geboren 14 maart 1988)
- December:  Sasckya Porto (geboren 31 oktober 1984)

## 2008
- Januari  Sandra Nilsson (geboren 17 februari 1986)
- Februari  Michelle McLaughlin (geboren 19 juni 1986)
- Maart:  Ida Ljunqvist (geboren 27 september 1981)
- April:  Regina Deutinger (geboren 17 september 1982)
- Mei:  AJ Alexander (geboren 16 september 1980)
- Juni:  Juliette Fretté (geboren 25 december 1983)
- Juli:  Laura Croft (geboren 30 januari 1983)
- Augustus:  Kayla Collins (geboren 1 april 1987)
- September:  Valerie Mason (geboren 29 januari 1988)
- Oktober:  Kelly Carrington (geboren 24 juni 1986)
- November:  Grace Kim (geboren 20 augustus 1979)
- December:  Jennifer Campbell en Natalie Jo Campbell (geboren 8 augustus 1986)

## 2009
- Januari:  Dasha Astafieva (geboren 4 augustus 1985)
- Februari:  Jessica Burciaga (geboren 11 april 1983)
- Maart:  Jennifer Pershing (geboren 19 juni 1980)
- April:  Hope Dworaczyk (geboren 21 november 1984)
- Mei:  Crystal McCahill (geboren 18 december 1983)
- Juni:  Cancice Cassidy (geboren 23 oktober 1985)
- Juli & Augustus  Kristina Shannon en Karissa Shannon (geboren 2 oktober 1989)
- September:  Kimberley Philipps (geboren 9 januari 1987)
- Oktober:  Lindsey Evans (geboren 9 december 1989)
- November:  Kelley Thompson (geboren 8 december 1987)
- December:  Crystal Harris (geboren 29 april 1986)

## 2010
- Januari:  Jaime Faith Edmondson (geboren 30 april 1978)
- Februari:  Heather Rae Young (geboren 16 september 1987)
- Maart:  Kyra Milan (geboren 2 november 1989)
- April:  Amy Leigh Andrews (geboren 19 september 1984)
- Mei:  Kassie Lyn Logsdon (geboren 6 januari 1987)
- Juni:  Katie Vernola (geboren 21 oktober 1991)
- Juli:  Shanna Marie McLaughlin (geboren 10 mei 1985)
- Augustus:  Francesca Frigo (geboren 22 maart 1986)
- September:  Olivia Paige (geboren 22 mei 1991)
- Oktober:  Claire Sinclair (geboren 25 mei 1991)
- November:  Shera Bechard (geboren 14 september 1983)
- December:  Ashley Hobbs (geboren 3 september 1989)

## 2011
- Januari:  Anna Sophia Berglund (geboren 5 april 1986)
- Februari:  Kylie Johnson (geboren 30 november 1990)
- Maart:  Ashley Mattingly (geboren 10 september 1986)
- April:  Jaclyn Swedberg (geboren 14 augustus 1990)
- Mei:  Sasha Bonilova (geboren 20 mei 1987)
- Juni:  Mei-Ling Lam (geboren 26 januari 1984)
- Juli:  Jessa Hinton (geboren 10 april 1984)
- Augustus:  Iryna Ivanova (geboren 6 april 1987)
- September:  Tiffany Toth (geboren 28 maart 1986)
- Oktober:  Amanda Cerny (geboren 26 juni 1991)
- November:  Ciara Price (geboren 10 mei 1990)
- December:  Rainy Day Jordan (geboren 8 april 1991)

## 2012
- Januari:  Heather Knox (geboren 17 januari 1985)
- Februari:  Leola Bell (geboren 20 december 1984)
- Maart:  Lisa Seiffert (geboren 30 augustus 1982)
- April:  Raquel Pomplun (geboren 24 oktober 1987)
- Mei:  Nikki Leigh (geboren 13 september 1988)
- Juni:  Amelia Talon (geboren 5 januari 1990)
- Juli:  Shelby Chesnes (geboren 14 februari 1991)
- Augustus:  Beth Williams (geboren 5 februari 1987)
- September:  Alana Campos (geboren 5 november 1990)
- Oktober:  Pamela Horton (geboren 4 mei 1988)
- November:  Brittany Nola (geboren 12 april 1991)
- December:  Amanda Streich (geboren 26 mei 1993)

## 2013
- Januari:  Karina Marie (geboren 5 februari 1984)
- Februari:  Shawn Dillon (geboren 7 juni 1986)
- Maart:  Ashley Doris (geboren 1 november 1989)
- April:  Jaslyn Ome (geboren 21 juli 1991)
- Mei:  Kristen Nicole (geboren 15 november 1989)
- Juni:  Audrey Aleen Allen (geboren 8 april 1991)
- Juli:  Alyssa Arce (geboren 27 februari 1992)
- Augustus:  Val Keil (geboren 4 januari 1991)
- September:  Bryiana Noelle (geboren 21 juli 1991)
- Oktober :  Carly Lauren (geboren 3 juli 1990)
- November :  Gemma Lee Farrell (geboren 15 januari 1988)
- December:  Kennedy Summers (geboren 3 maart 1987)

## 2014
- Januari:  Roos van Montfort (geboren 29 november 1989)
- Februari:  Amanda Booth (geboren 14 juli 1986)
- Maart:  Brit Linn (geboren 20 juli 1990)
- April:  Shanice Jordyn (geboren 8 april 1992)
- Mei:  Dani Mathers (geboren 1 mei 1987)
- Juni:  Jessica Ashley (geboren 8 december 1989)
- Juli:  Emily Agnes (geboren 7 juli 1993)
- Augustus:  Maggie May (geboren 15 november 1987)
- September:  Stephanie Branton (geboren 18 mei 1990)
- Oktober:  Roxanne June (geboren 7 juni 1991)
- November:  Gia Marie (geboren 2 mei 1985)
- December:  Elizabeth Ostrander (geboren 7 december 1988)

## 2015
- Januari:  Brittny Ward (geboren 22 mei 1990)
- Februari:  Kayslee Collins (geboren 28 maart 1991)
- Maart:  Chelsie Aryn (geboren 18 september 1992)
- April:  Alexandra Tyler (geboren 9 mei 1994)
- Mei:  Brittany Brousseau (geboren 12 oktober 1988)
- Juni:  Kaylia Cassandra (geboren 23 maart 1990)
- Juli:  Kayla Rae Reid (geboren 5 juli 1991)
- Augustus:  Dominique Jane (geboren 16 mei 1988)
- September:  Monica Sims (geboren 15 juni 1992)
- Oktober:  Ana Cheri (geboren 16 mei 1986)
- November:  Rachel Harris (geboren 24 juni 1991)
- December:  Eugena Washington (geboren 8 oktober 1984)

## 2016

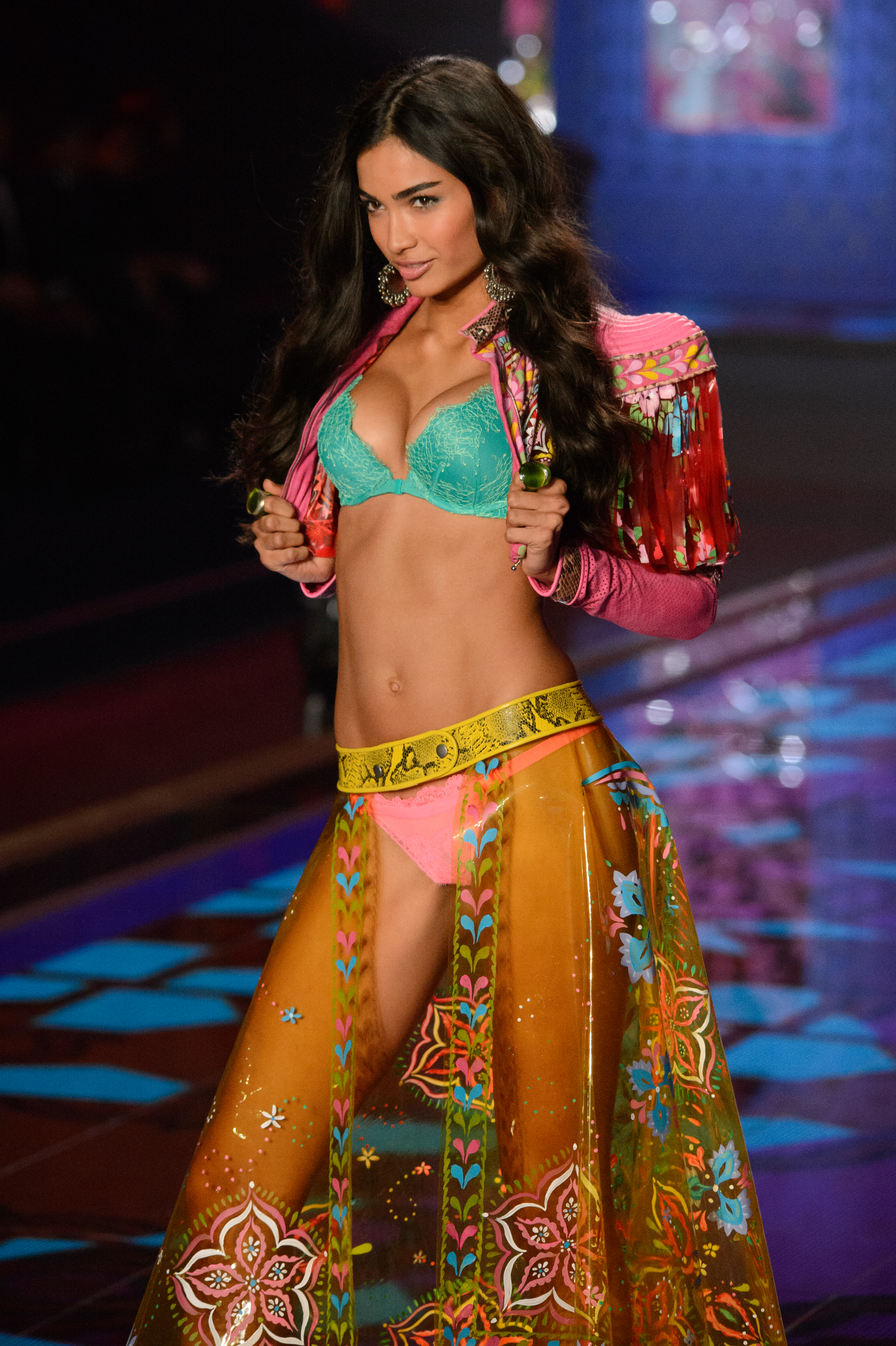
Kelly Gale, September Girl

- Januari:  Amberleigh West (geboren 4 september 1991)
- Februari:  Kristy Garett (geboren 13 februari 1990)
- Maart:  Dree Hemingway (geboren 4 december 1987)
- April:  Camille Rowe (geboren 7 januari 1990)
- Mei: Brook Ashley Powe
- Juni: Josiphene Marie Canseco
- Juli: Alexandra Nicole Michael
- Augustus: Valerie van der Graaf
- September: Kelly Olivia Gale
- Oktober: Alexandra Katharine Silva
- November: Ashley Bryanne Smith
- December: Enikő Eva Mihalik

## 2017

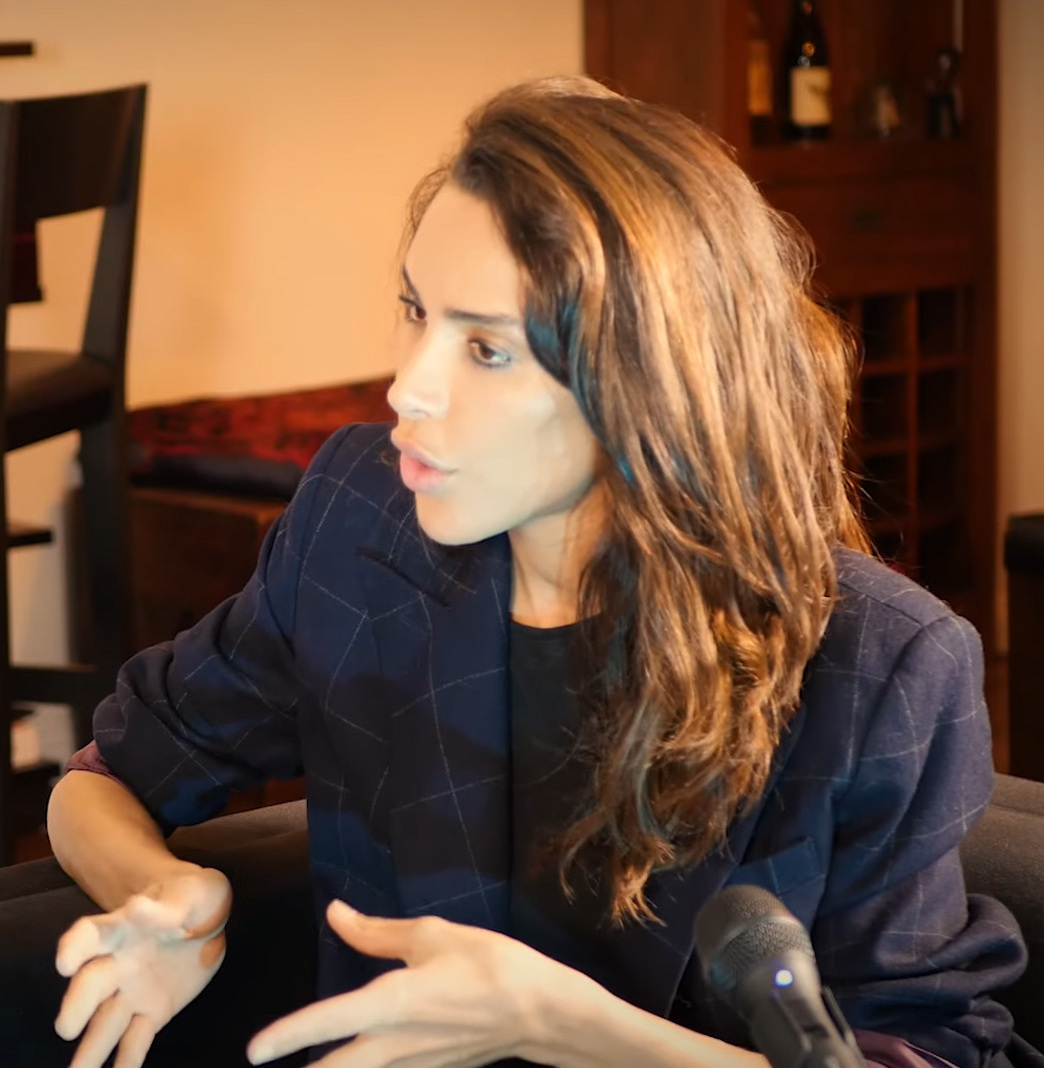
Inès Rau

- Januari: Bridget Malcolm
- Februari: Joy Elizabeth Corrigan
- Maart: Elizabeth Victoria Elam
- April: Nina Marie Daniele
- Mei: Lada Kravchenko
- Juni: Elsie Rose Hewitt
- Juli: Dana Taylor
- Augustus: Liza Kei
- September: Jessica Wall
- October: Milan Dixon
- November: Ines Rau
- December: Allie Leggett